# Marcon Bezzina
Marcon Bezzina (ur. 11 września 1985) – maltańska judoczka. Dwukrotna olimpijka. Odpadła w eliminacjach w Atenach 2004 i zajęła osiemnaste miejsce w Pekinie 2008. Walczyła w wadze lekkiej i półśredniej.
Uczestniczka mistrzostw świata w 2007 i 2011. Startowała w Pucharze Świata w latach 2004, 2006 i 2011-2013. Siódma na igrzyskach Wspólnoty Narodów w 2014. Wicemistrzyni Wspólnoty Narodów w 2012 i trzecia w 2006. Zdobyła sześć medali na igrzyskach małych państw Europy. Mistrzyni Malty w 2015 roku.
Chorąży reprezentacji podczas ceremonii otwarcia na igrzyskach olimpijskich w 2008 roku.

## Letnie Igrzyska Olimpijskie 2004
| Konkurencja | Eliminacje          | Repasaże                   | Klas. końcowa |
| Konkurencja | Przeciwnik I        | Przeciwnik I               | Miejsce       |
| ----------- | ------------------- | -------------------------- | ------------- |
| 57 kg       | Kye Sun-hui (PRK) P | Natalja Juchariewa (RUS) P | II runda.     |

## Letnie Igrzyska Olimpijskie 2008
| Konkurencja | Eliminacje           | Klas. końcowa |
| Konkurencja | Przeciwnik I         | Miejsce       |
| ----------- | -------------------- | ------------- |
| 63 kg       | Kahina Saidi (ALG) P | 18.           |